# Кингхерст
Кингхерст (англ. Kinghurst) — тауншип в округе Айтаска, Миннесота, США. На 2000 год его население составило 106 человек.
Первоначальное название тауншипа было Поппл, затем он был переименован в честь Сайруса Кинга из Дир-Ривер, который много лет работал в Совете уполномоченных.

## География
По данным Бюро переписи населения США площадь тауншипа составляет 91,5 км², из которых 86,0 км² занимает суша, а 5,5 км² — вода (5,98 %). На территории тауншипа находится Дора-Лейк, исток реки Биг-Форк.

## Население
В 2010 году на территории тауншипа проживало 106 человек (из них 50,9 % мужчин и 49,1 % женщин), насчитывалось 52 домашних хозяйства и 33 семьи. На территории города было расположено 122 постройки со средней плотностью 1,4 построек на один квадратный километр суши. Расовый состав населения: белые — 99,1 %, две или более других рас — 0,9 %.
Население города по возрастному диапазону по данным переписи 2010 года распределилось следующим образом: 13,2 % — жители младше 21 года, 57,6 % — от 21 до 65 лет и 29,2 % — в возрасте 65 лет и старше. Средний возраст населения — 55,3 года. На каждые 100 женщин в Кингхерсте приходилось 103,8 мужчин, при этом на 100 совершеннолетних женщин приходилось 111,1 мужчин сопоставимого возраста.
Из 52 домашних хозяйств 63,5 % представляли собой семьи: 59,6 % совместно проживающих супружеских пар (9,6 % с детьми младше 18 лет); 1,9 % — женщины, проживающие без мужей, 1,9 % — мужчины, проживающие без жён. 36,5 % не имели семьи. В среднем домашнее хозяйство ведут 2,04 человека, а средний размер семьи — 2,55 человека. В одиночестве проживали 30,8 % населения, 9,6 % составляли одинокие пожилые люди (старше 65 лет).
В 2014 году из 101 человека старше 16 лет имели работу 31. В 2014 году медианный доход на семью оценивался в 55 313 $, на домашнее хозяйство — в 28 958 $. Доход на душу населения — 20 059 $ в год.